# Cratere Ore
Ore  è un cratere sulla superficie di Marte.